# طراد معركة

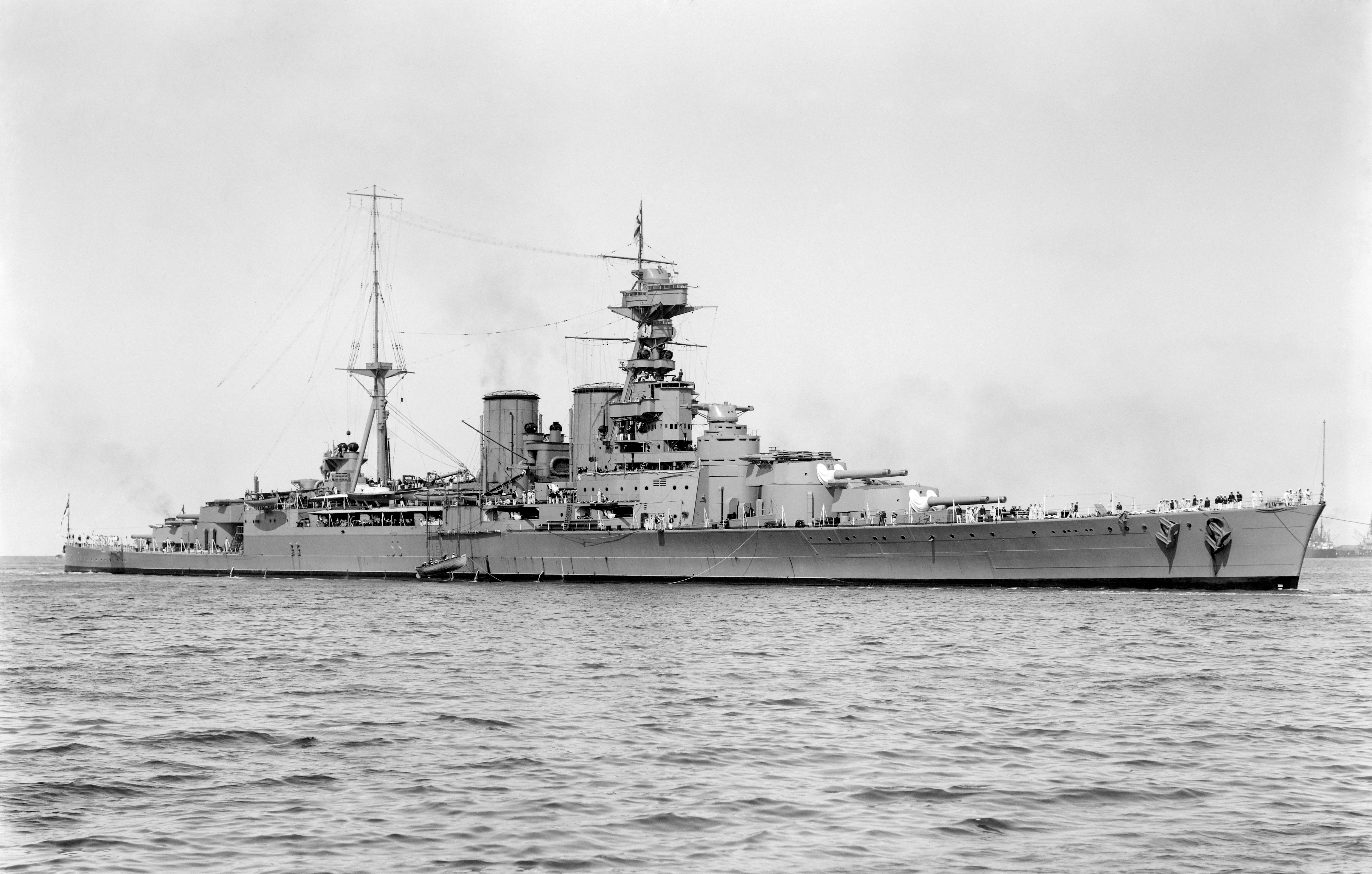
طراد المعركة البريطاني «هود» أكبر طراد معركة تم بناءه

طراد معركة أو طرَّادة قتال نوع من السفن الحربية الرئيسية ظهر في بداية النصف الأول من القرن العشرين (1900-1950) ، وتعد طراريد المعركة مشابهة للبوارج الحربية من حيث الحجم والتسليح والتكلفة إلا انها بالعادة تحمل دروعا أقل بهدف الحصول على سرعات أعلى ، تم تصميم أول طراد معركة في المملكة المتحدة عام 1906 ، واعتبر ذلك تطورا للطراريد المدرعة، كان الهدف من تصميم طراريد المعركة هو تكون أسرع من أي سفينة ذات تسليح مشابه و أن يطارد أي سفينة ذات تسلح أقل ، وكان القصد من ذلك أن تقوم طراريد المعركة باصطياد الطراريد المدرعة القديمة ذات السرعة البطيئة وأن تدمرهم بأسلحتها الثقيلة في حين تتجنب الاشتباك مع البوارج الحربية البطيئة.

## الهامش
1. ↑  منير البعلبكي؛ رمزي البعلبكي (2008). المورد الحديث: قاموس إنكليزي عربي (بالعربية والإنجليزية) (ط. 1). بيروت: دار العلم للملايين. ص. 114. ISBN:978-9953-63-541-5. OCLC:405515532. OL:50197876M. QID:Q112315598.
2. ↑  Sondhaus, p. 199
3. ↑  Roberts, p. 13